# Centre Valencianista de Xàtiva
El Centre Valencianista de Xàtiva (CVX) va ser una entitat valencianista de caràcter apolític fundada el 1935, i que tenia entre els seus membres més destacats Francesc Bosch i Morata, Gonçal Vinyes i Carles Sarthou. Amb el temps, i a poc a poc, el CVX va anar evolucionant i polititzant-se cap a l'esquerra fins a vincular-se amb el Partit Valencianista d'Esquerra, molt lluny dels plantejaments d'Acció i del canonge Gonçal Vinyes que seria afussellat al començament de la guerra civil espanyola.
El CVX participà activament en la celebració de la II Diada Valencianista de 1935, celebrada a la ciutat de Xàtiva, coincidint amb la Fira d'Agost.